# Первомайский сельсовет (Солигорский район)
Первомайский сельсовет — упразднённая административная единица на территории Солигорского района Минской области Республики Беларусь.

## Состав
Первомайский сельсовет включал 13 населённых пунктов:
- Белое Болото — деревня.
- Большая Ольшанка — деревня.
- Вишневка — посёлок.
- Гороховцы — деревня.
- Дошново — деревня.
- Дубровка — посёлок.
- Комсомольский — посёлок.
- Красное Озеро — деревня.
- Малая Ольшанка — деревня.
- Новинки — деревня.
- Первомайск — деревня.
- Подозерное — деревня.
- Язвина — посёлок.